# Alien Love Secrets
Albums de Steve Vai
Sex & Religion
(1993) Fire Garden
(1997)
Alien Love Secrets est un EP du guitariste Steve Vai sorti en 1995. 

## Pistes
| No | Titre                                       | Durée |
| -- | ------------------------------------------- | ----- |
| 1. | Bad Horsie                                  | 5:51  |
| 2. | Juice                                       | 3:44  |
| 3. | Die to Live                                 | 3:53  |
| 4. | The Boy from Seattle                        | 5:03  |
| 5. | Ya-Yo Gakk                                  | 2:52  |
| 6. | Kill the Guy with the Ball - The God Eaters | 7:02  |
| 7. | Tender Surrender                            | 5:01  |